# Sisaket FC
A Sisaket FC (Sisaket Football Club) Sisaket labdarúgó-csapata, egy thaiföldi focicsapat, jelenleg a Thai Premier League-ben, azaz az első osztályban szerepelnek.

## Története
A klubot Sisaket FC néven 1999-ben alapították, és egyből megnyerte a Thai Provinencial League-et, így magasabb osztályba léphetett. A következő években alsóbb osztályokban szerepelt a klub, 2008-ban, miután kiharcolta a feljutást a Thai Division 2-ből , a Thai Division 1-be kapott besorolást (ami az ottani másodosztálynak felel meg). A legmagasabb osztályban, azaz a Thai Premier League-ben 2010 óta szerepel. A klub 2012-ben Esan United néven érte el legnagyobb sikerét, mikor 6. helyen végzett a bajnokságban. 2014 óta viseli a csapat újra az eredeti nevét.

### Magyarok a csapatban
- Csiki Norbert (2016)

## Fordítás
Ez a szócikk részben vagy egészben  a   Sisaket FC című angol Wikipédia-szócikk fordításán alapul.  Az eredeti cikk szerkesztőit annak laptörténete sorolja fel. Ez a jelzés csupán a megfogalmazás eredetét és a szerzői jogokat jelzi, nem szolgál a cikkben szereplő információk forrásmegjelöléseként.